# 邵進
邵進（1409年—？），字文升，河南開封府鈞州新鄭縣人，軍籍。明朝政治人物。同進士出身。

## 生平
河南鄉試第二十八名舉人。正統七年（1442年）壬戌科會試第一百五十名，殿試登進士榜尾，第三甲第九十六名。授知縣，選監察御史。成化時，累官苑馬寺卿。

## 家族
曾祖父邵榮。祖父邵克敬。父邵知新，鄉貢士。

## 軼事
正統壬戌進士金榜，吉水劉儼高中狀元，邵進則居榜尾。後來劉儼致信邵進，自稱「年末」。有人對邵進挑撥說「劉公笑子殿甲尾」，邵進因此惱怒。劉儼聽聞，笑以詩解：「狀元本是龍頭選，龍尾分明屬邵卿。龍尾棹時天必雨，龍頭未必敢相輕。」邵進也為之解顏。